# SCE Bend Studio
Bend Studio är en amerikansk datorspelsutvecklare, grundat år 1994 under namnet Eidetic och deras huvudkontor ligger i Bend, Oregon. Företaget är dotterbolag till Sony Computer Entertainment sedan år 2000 och bytte sedan namn till Bend Studio.

## Spel utvecklade av Eidetic
| Speltitel       | Datum | Format      |
| --------------- | ----- | ----------- |
| Bubsy 3D        | 1997  | Playstation |
| Syphon Filter   | 1999  | Playstation |
| Syphon Filter 2 | 2000  | Playstation |

## Spel utvecklade av Bend Studio
| Speltitel                       | Datum | Format                              |
| ------------------------------- | ----- | ----------------------------------- |
| Syphon Filter 3                 | 2001  | Playstation                         |
| Syphon Filter: The Omega Strain | 2004  | Playstation 2                       |
| Syphon Filter: Dark Mirror      | 2006  | Playstation Portable, Playstation 2 |
| Syphon Filter: Logan's Shadow   | 2007  | Playstation Portable, Playstation 2 |
| Syphon Filter: Combat Ops       | 2007  | Playstation Portable                |
| Resistance: Retribution         | 2009  | Playstation Portable                |
| Uncharted: Golden Abyss         | 2011  | Playstation Vita                    |